# Красноперекопск
Красноперекопск (рус. Красноперекопск, укр. Красноперекопськ) град је на Криму (спорно подручје Русије и Украјине), у Републици Крим (према гледишту Русије) односно у Аутономној Републици Крим (према гледишту Украјине). Према процени из 2012. у граду је живело 29.944 становника.

## Становништво
Према процени, у граду је 2012. живело 29.944 становника.
| 1979.  | 1989.  | 2001.  | 2012.  |
| ------ | ------ | ------ | ------ |
| 25.584 | 31.143 | 31.023 | 29.944 |